# Torneo de Buenos Aires 2009
El Torneo de Buenos Aires 2009 (por motivos comerciales, Copa Telmex 2009) fue un evento de tenis perteneciente al ATP World Tour en la serie 250. El torneo se jugó entre el 16 y 22 de febrero en el Buenos Aires Lawn Tenis, Argentina.

## Campeones
- Individuales masculinos:  Tommy Robredo derrota a  Juan Mónaco, 7–5, 2–6, 7–6(5).

- Dobles masculinos:  Marcel Granollers /  Alberto Martín derrotan a   Nicolás Almagro /  Santiago Ventura, 6–3, 5–7, [10–8].